# 偏雅羅魚
偏雅罗鱼（学名：Leuciscus latus）为輻鰭魚綱鯉形目雅羅魚科雅罗鱼属的鱼类。該物種於1861年由Eugen von Keyserling描述及命名，主要分布於亞洲阿富汗及伊拉克，棲息在中底層水域，生活習性不明。

## 扩展阅读
維基物種上的相關：偏雅罗鱼